# Епархия Хынгхоа
Епархия Хынгхоа (лат. Dioecesis Hung Hoaensis) — епархия Римско-Католической Церкви с центром в городе Хынгхоа, Вьетнам. Епархия Хынгхоа входит в митрополию Ханоя. Кафедральным собором епархии Хынгхоа является церковь святой Терезы Младенца Иисуса.

## История
15 апреля 1895 года Святой Престол учредил апостольский викариат Верхнего Тонкина, выделив его из апостольского викариата Западного Тонкина (сегодня — Архиепархия Ханоя).
3 декабря 1924 года апостольский викариат Верхнего Тонкина был переименован в апостольский викариат Хынгхоа.
24 ноября 1960 года Римский папа Иоанн XXIII издал буллу Venerabilium Nostrorum, которой преобразовал апостольский викариат Хынгхоа в епархию.

## Ординарии епархии
- епископ Paul-Marie Ramond M.E.P.[2] (18.04.1895 — 21.05.1938)
- епископ Gustave-Georges-Arsène Vandaele M.E.P. (21.05.1938 — 21.11.1943)
- епископ Jean-Maria Mazé M.E.P. (11.01.1945 — 24.11.1960)
- епископ Petrus Nguyên Huy Quang (5.03.1960 — 14.11.1985)
- епископ Joseph Phan Thé Hinh (14.11.1985 — 22.01.1989)
- епископ Joseph Nguyên Phung Hiêu (3.12.1990 — 9.05.1992)
- епископ Antoine Vu Huy Chuong (5.08.2003 — 1.03.2011), назначен епископом Далата
- епископ Jean Marie Vu Tât (1.03.2011 — по настоящее время)

## Источник
- Annuario Pontificio, Libreria Editrice Vaticana, Città del Vaticano, 2003, стр. 958, ISBN 88-209-7422-3
- Булла Venerabilium Nostrorum (лат.) // Acta Apostolicae Sedis. — Typis Polyglottis Vaticanis, 1961. — Num. 53. — P. 346. Архивировано 7 октября 2013 года.